# Tabua (Ribeira Brava)
Tabua is een plaats (freguesia) in de Portugese gemeente Ribeira Brava en telt 1105 inwoners (2001).